# Férfi 1 méteres műugrás a 2014-es nemzetközösségi játékokon
A férfi 1 méteres műugrást a 2014-es nemzetközösségi játékokon július 30-án rendezték meg az edinburgh-i Royal Commonwealth Pool-ban. Délelőtt a selejtezőt, délután pedig a döntőt.
A versenyszám döntőjét a tizenkilenc esztendős angol Jack Laugher nyerte, megelőzve a két ausztrált, Matthew Mitchamet és Grant Nelt.

## Eredmények
| #  | Tagállam   | Név                      | Selejtező | Selejtező | Döntő   | Döntő  |
| #  | Tagállam   | Név                      | Rangsor   | Pontok    | Rangsor | Pontok |
| -- | ---------- | ------------------------ | --------- | --------- | ------- | ------ |
|    | Anglia     | Jack Laugher             | 1         | 435,30    | 1       | 449,90 |
|    | Ausztrália | Matthew Mitcham          | 2         | 383,65    | 2       | 404,85 |
|    | Ausztrália | Grant Nel                | 5         | 352,60    | 3       | 403,40 |
| 4  | Anglia     | Chris Mears              | 3         | 383,40    | 4       | 396,20 |
| 5  | Jamaica    | Yona Knight-Wisdom       | 8         | 333,10    | 5       | 391,20 |
| 6  | Malajzia   | Ooi Tze Liang            | 7         | 333,80    | 6       | 387,80 |
| 7  | Új-Zéland  | Liam Stone               | 6         | 343,35    | 7       | 382,10 |
| 8  | Kanada     | Riley McCormick          | 9         | 326,20    | 8       | 374,10 |
| 9  | Skócia     | James Heatly             | 10        | 317,65    | 9       | 345,60 |
| 10 | Anglia     | Freddie Woodward         | 4         | 365,45    | 10      | 340,05 |
| 11 | Kanada     | Cody Yano                | 12        | 312,00    | 11      | 327,90 |
| 12 | Kanada     | François Imbeau-Dulac    | 11        | 313,20    | 12      | 326,70 |
|    |            |                          |           |           |         |        |
| 13 | India      | Ramananda Kongbrailatpam | 13        | 294,95    |         |        |
| 14 | Malajzia   | Ahmad Amsyar Azman       | 14        | 294,45    |         |        |